# Tongruben bei Binsfeld
Koordinaten: 49° 57′ 26″ N, 6° 41′ 56″ O
Das Naturschutzgebiet Tongruben bei Binsfeld liegt im Landkreis Bernkastel-Wittlich in Rheinland-Pfalz. Das etwa 17,5 ha große Gebiet, das im Jahr 1985 unter Naturschutz gestellt wurde, erstreckt sich südwestlich der Ortsgemeinde Binsfeld. Am östlichen Rand des Gebietes verläuft die Landesstraße L 39 und unweit westlich die B 50. Schutzzweck ist die Erhaltung von Stillgewässern mit ihren angrenzenden Übergangsbereichen als Sekundärbiotope für seltene in ihrem Bestand bedrohte Tier- und Pflanzengesellschaften.